# Urease
Urease er et enzym, der katalyserer nedbrydningen af urinstof også kaldet urea til ammoniak og CO2. Enzymet produceres af en række forskellige bakterier, herunder helicobacter pylori, der er involveret i udviklingen af mavesår.
Dannelsen af ammoniak vha. urease neutraliserer den omgivende mavesyre og giver bakterien mulighed for at etablere sig i mavesækkens sure miljø. Uden enzymet ville helicobacter pylori med stor sandsynlighed gå til grunde ved mavesækkens sure pH.